# 中山门公园
中山门公园，位于天津市河东区中山门居住区，因中山门工人新村而得名，1952年建成开放，占地面积24,375平方米，是配套中国第一批工人新村中山门工人新村而建立的公园。

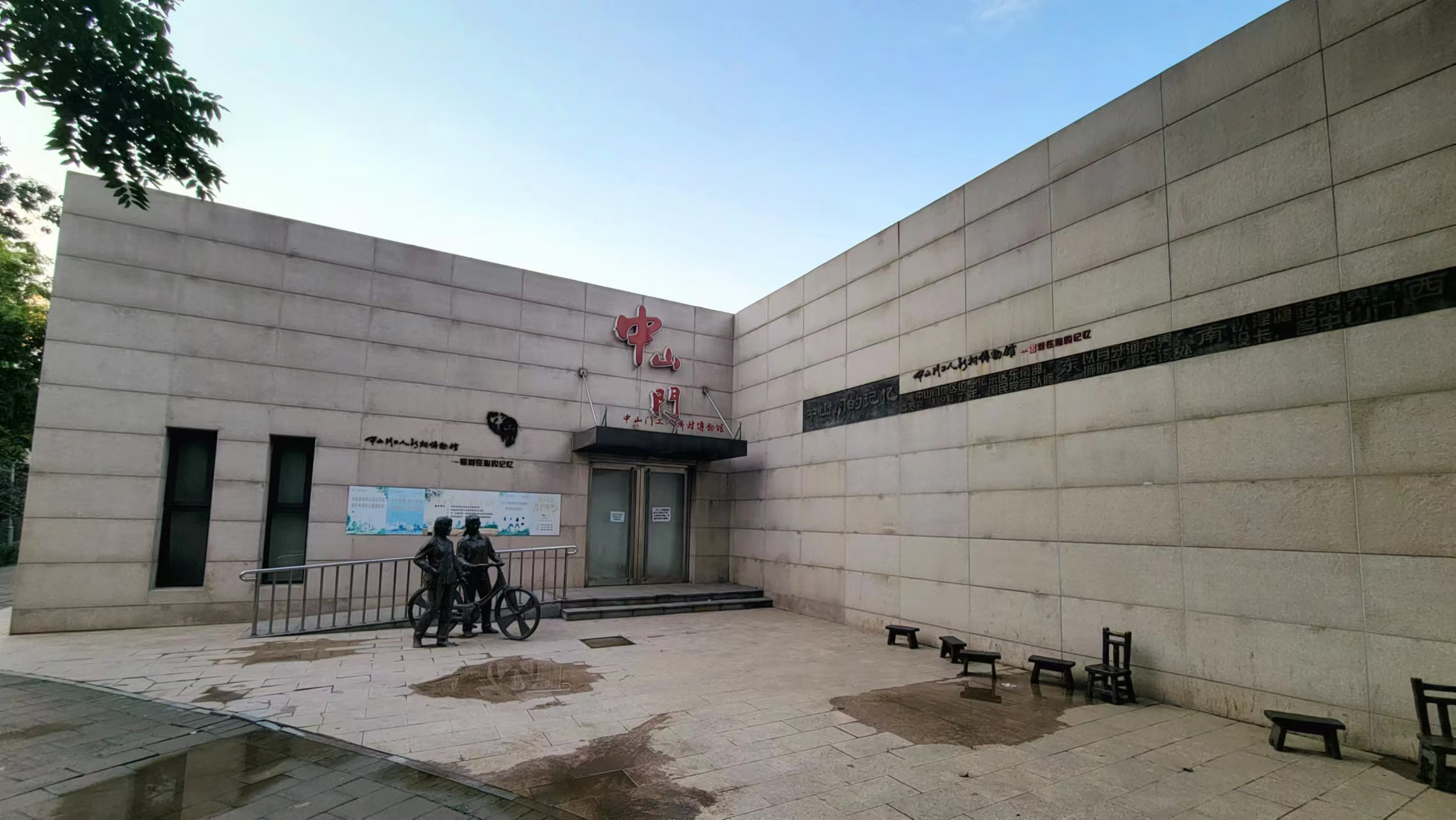
位于中山门公园内的中山门工人新村博物馆，拍摄时（2024年8月）因维护未开放